# Twenty Bucks
Twenty Bucks é um filme estadunidense de 1993 dirigido por Keva Rosenfield e estrelado por  Linda Hunt, Brendan Fraser, Gladys Knight, Elisabeth Shue, Steve Buscemi, Christopher Lloyd, William H. Macy, David Schwimmer, Shohreh Aghdashloo e Spalding Gray. O filme segue a viagem de uma nota de US$20 desde sua entrega em um carro blindado em uma cidade americana não identificada por meio de várias transações e incidentes de pessoa para pessoa. Uma nota de vinte dólares é roubada, perdida, emprestada, passada em transação ilegal, e acaba indo parar nas mãos das mais diferentes pessoas, desde um adolescente até um ladrão, passando por um milionário.

## Sinopse
Um caminhão blindado traz dinheiro para carregar um caixa eletrônico. Uma mulher sacou $20, mas a conta sumiu. Uma sem-teto, Angeline (Linda Hunt), pega a conta e lê o número de série, proclamando que seu destino é ganhar na loteria com esses números. Enquanto ela segura a nota, um menino pega a nota dela e a usa em uma padaria. O padeiro vende um par caro de estatuetas para um bolo de casamento para Jack Holiday (George Morfogen) e dá a ele a nota como troco. No jantar de ensaio para o casamento de Sam Mastrewski (Brendan Fraser) com Anna Holiday (Sam Jenkins), Jack relembra a troca de seu dinheiro estrangeiro por moeda americana quando ele veio para a América, e ele presenteia Sam com a nota de $20 como um presente de casamento. Sam fica surpreso com a percepção de baixo custo de seu futuro sogro, mas é rapidamente "sequestrado" para sua despedida de solteiro, onde usa a conta para pagar a stripper (Melora Walters). Anna aparece para explicar que os $20 não são o presente inteiro e sugere que eles o enquadrem para mostrar que entendem seu significado. Sam não consegue explicar a ausência da conta, quando a stripper chega da escada de incêndio para devolvê-la a ele. Anna aparentemente rompe o noivado.
A stripper usa a nota de $20 para comprar um remédio herbal da Sra. McCormac (Gladys Knight). A Sra. McCormac envia a conta para seu neto Bobby (Willie Marlett) como um presente de aniversário. Bobby vai a uma loja de conveniência onde Frank (Steve Buscemi) e Jimmy (Christopher Lloyd) estão envolvidos em uma série de roubos. (Durante a farra, eles impedem Angeline de comprar um bilhete de loteria em uma loja de bebidas.) Sem saber que ele é um ladrão, o menor de idade Bobby dá a Jimmy a nota de US$ 20 para comprar vinho para ele. Jimmy entra na loja e descobre que Frank estragou o roubo. Jimmy e Frank vão embora, dando champanhe a Bobby e sua namorada Peggy. A polícia persegue os ladrões, que se escondem em um estacionamento de carros usados. Depois que a polícia passa, Jimmy e Frank dividem o dinheiro, mas quando Frank vê os $20 que Jimmy recebeu do garoto, ele presume que Jimmy está escondendo dele. Jimmy tenta explicar, mas Frank aponta uma espingarda para ele. Jimmy atira em Frank e pega todo o dinheiro que eles roubaram, mas deixa a nota de $20. A nota, agora pingando com o sangue de Frank, acaba no armário de evidências da polícia, mas cai na caixa errada.
A garçonete e aspirante a escritora Emily Adams (Elisabeth Shue) aparece na delegacia com o namorado Neil (David Schwimmer) para reivindicar alguns itens que a polícia recuperou. O policial (William H. Macy) involuntariamente inclui a nota de $20. Depois de voar para fora da caixa do banco de trás do conversível de Emily, a nota flutua pela cidade e é recolhida por uma sem-teto que a usa para comprar mantimentos. (Nesta cena, Angeline é novamente incapaz de comprar um bilhete de loteria.) A conta é entregue como troco a uma mulher rica que a usa para cheirar cocaína na parte de trás de sua limusine, embora ela a deixe em seu carro, onde está é pego pelo traficante de drogas (Edward Blatchford).
O traficante também administra um acampamento diurno para jovens e coloca a conta em um peixe, onde é capturada por um adolescente que a converteu em moedas e os usa para ligar para uma linha direta de sexo em uma pista de boliche. O dono da pista de boliche (Ned Bellamy) dá a conta para seu amante (Matt Frewer) e diz a ele para sair e se divertir. O personagem Frewer encontra Sam, que está vagando atordoado atrás da pista de boliche. Sam recusa uma oferta da nota de $20, sem saber que é a causa de sua queda. O personagem Frewer então o usa para jogar bingo em uma igreja, onde o padre é retratado por Spaulding Gray. O pai de Emily, Bruce (Alan North) também joga bingo e recebe a conta como troco antes de morrer de ataque cardíaco.
No necrotério, a agente funerária (Melora Walters) dá os pertences pessoais de Bruce, incluindo sua carteira com a nota de $20. Emily finalmente olha na carteira e encontra a nota de $20 junto com uma cópia de seu primeiro conto publicado. Sua mãe Ruth (Diane Baker) explica que Bruce também queria ser escritor. Emily decide ir para a Europa. No aeroporto, ela explica sua decisão a seu irmão Gary (Kevin Kilner), e ela melodramaticamente rasga a conta na frente dele. (Gary foi testemunha de um dos assaltos de Jimmy & Frank.) Sam também está no aeroporto, esperando um voo para a Europa e tomando uma bebida com Jack, com os dois esclarecendo o mal-entendido sobre a nota de $20 em boas condições. Sam usa um pedaço da nota rasgada para escrever, mas ela cai sem que ele perceba enquanto Sam e Emily caminham em direção ao portão, ambos puxando conversa. O título "The End" é prejudicado por Angeline que coleta pedaços da nota.
Angeline se senta diante de uma TV que funciona com moedas e junta a nota na conta. Só então os números da loteria são lidos e, para sua agonia, eles correspondem ao número de série da nota. Ela vai a um banco e pergunta se a conta ainda é válida. O caixa explica que, se sobrar mais de 51% da nota, ela ainda é válida e entrega a Angeline uma nota novinha de $20. A sem-teto lê dramaticamente o número de série da nova nota e sai do banco.

## Elenco
- Linda Hunt - Angeline
- Brendan Fraser - Sam Mastrewski
- Elisabeth Shue - Emily Adams
- Steve Buscemi - Frank
- Christopher Lloyd - Jimmy
- Spalding Gray - Priest
- Gladys Knight - Sra. McCormac
- William H. Macy - Escrivão de propriedade
- David Schwimmer - Neil Campbell
- Shohreh Aghdashloo - Ghada Holiday
- David Rasche - Padeiro
- Bubba Baker - Buddha
- Rosemary Murphy - Tia Dotty
- George Morfogen - Jack Holiday
- Sam Jenkins - Anna Holiday

## Produção
O filme foi baseado em um roteiro de quase 60 anos. Foi originalmente escrito por Endre Bohem em 1935, mas nunca foi filmado; seu filho, Leslie, o descobriu nos anos 1980 e o revisou, modernizando a linguagem e um pouco do enredo. Essa versão do roteiro foi então usada para o filme. O Bohem mais velho escreveu seu script de especificações logo após o lançamento de If I Had a Million.
Em um dos recursos de produção, Rosenfeld diz que as contas utilizadas na produção foram contabilizadas nos custos de produção do filme. Os produtores obtiveram várias notas com números de série consecutivos, bem como "cada milésima nota", de modo que algumas notas tivessem os primeiros dígitos corretos do número de série e outras os últimos dígitos corretos. As notas foram danificadas seletivamente de maneiras específicas, conforme exigido pelo script. Quando eles terminaram com as contas, Rosenfeld diz que as contas foram lançadas no dinheiro do fundo de caixa para pequenas despesas.

### Locais de filmagem
A maioria das cenas ao ar livre foi filmada em Minneapolis; o resto e quase todas as cenas internas foram filmadas em Los Angeles. A cena em que Angeline captura o dólar foi filmada na North 4th Street, no centro de Minneapolis, em frente ao Corpo de Bombeiros nº 10 (com o tráfego na direção errada para o filme). A cena em que Angeline visita McCormac e McCormac envia a conta pelo correio (e Jimmy e Frank se encontram) foi filmada no quarteirão 1000 da West Broadway em Minneapolis. A cena do supermercado foi filmada em um supermercado Holiday Plus (agora parte da rede Cub Foods) no subúrbio de Minneapolis. A nota flutua perto do rio Mississippi, logo acima de St. Anthony Falls; sobre a ponte da 3ª Avenida; e depois do posto de gasolina EZ Stop na 1624 Washington Ave. North. A casa de Adams foi filmada no lado norte próximo de Minneapolis em 1802 Bryant Ave N perto da estação EZ Stop. A cena final foi filmada em um banco real, Marquette Bank Minneapolis na 90 S. 6th Street, que agora é um restaurante chamado Bank.

### Recepção critica
Enquanto muitos críticos viram o filme como uma série de vinhetas desiguais, Roger Ebert pensou que "a própria leveza da premissa dá ao filme uma espécie de liberdade. Vislumbramos momentos reveladores na vida, em vez de segui-los até um daqueles conclusões de filmes fabricados que fingem que tudo foi resolvido." Ebert ficou tão envolvido com a performance de Christopher Lloyd que quase se esqueceu do objeto-título do filme, e gostou do filme como um todo, embora reconhecendo sua construção de vinheta.
Janet Maslin, do The New York Times escreveu sobre o filme, "Um conto charmoso e excêntrico moldado caprichosamente pela mão do destino. Rosenfeld consegue pegar uma premissa que é tudo invenção e faz com que pareça natural, como se cada pedacinho de moeda corrente tivesse tal uma vida colorida." Entertainment Weekly disse: "Rosenfeld evoca de forma impressionante os fantasmas de Capra e Sturges, enquanto mantém esta história firmemente no aqui e agora."
The Hollywood Reporter escreveu: "Um lindo pequeno filme sobre a experiência americana. Rosenfeld mostra uma mão firme com os atores e as reviravoltas vigorosas do cenário. Sua capacidade de capturar o nível certo de intensidade e atmosfera perfeita para cada um dos histórias é notável. " O Wall Street Journal chamou o filme de "Um filme maravilhosamente alegre sobre a serendipidade. Rosenfeld lida com o roteiro alegre com a mistura certa de desenvoltura e delicadeza. É uma pequena joia". The Washington Post escreveu: "Graças à diretora Keva Rosenfeld, uma cineasta de documentários, sua história parece surgir por acaso. O ritmo do filme, saltitante como bolas de loteria em um tanque, aumenta a leveza desse olhar surpreendentemente divertido sobre o custo de vida." 

### Avaliação acadêmica
Estudiosos do cinema compararam este filme a outros filmes e programas de televisão que rastreiam um único objeto negociado entre várias pessoas (como Diamond Handcuffs, Tales of Manhattan, The Gun (1974), Dead Man's Gun (1997), The Red Violin, etc.). No entanto, ao enfatizar um objeto onipresente em vez de um objeto único (como o violino digno de leilão em The Red Violin), este filme "conduz o gênero a um território até então inexplorado."